# Riacho Pandeiros
Riacho Pandeiros (portugisiska: Ribeirão Pandeiros) är ett vattendrag i Brasilien.   Det ligger i delstaten Minas Gerais, i den sydöstra delen av landet, 400 km öster om huvudstaden Brasília.
Omgivningarna runt Riacho Pandeiros är huvudsakligen savann. Runt Riacho Pandeiros är det glesbefolkat, med 8 invånare per kvadratkilometer.